# Верзиты
Верзиты (Берзиты) — средневековое южнославянское племя, поселившееся в конце VI века на территории современных Северной Македонии и Косова. Славиния берзитов называлась «Берзития» (Верзития, Велзития). Точное расположение Берзитии является предметом споров. Большинство учёных считают, что она располагалась в Западной Северной Македонии, между Диррахием и Скопье.

## История
Впервые верзиты упоминается в «Чудесах святого Дмитрия Солунского» в связи с осадой Солуни 616 года, в которой верзиты участвовали вместе с драговитами, сагудатами, велегезитами, ваюнитами, смолянами и другими племенами.
В конце VII века берзиты признали над собой власть Византии, сохранив при этом внутреннюю автономию. В VII веке верзиты, вместе с коренными македонскими генерациями, составляли основное население Склавинского княжевства (Sclavinia, Sklabhnia). Верзитами были основаны или заселены города Велес, Кавадарци, Прилеп, Битола и Дебар. 
Около 773 года, согласно Феофану Исповеднику, болгарский хан Телериг отправляет в земли берзитов 12-тысячное войско. Целью похода являлся захват пленников, с последующим переселением их в Болгарию. Но византийские войска императора Константина перехватили болгар и в последовавшем сражении противник был разбит. 
В другой раз Феофан упоминает верзитов под 799 годом. К этому времени они, хотя и попали под власть Византии, но обладали автономией: «Верзетия» управлялась собственным «архонтом» Акамиром. Последний, вместе с неназванными поимённо «элладиками» (вероятно, знатью фемы Эллада или фемным войском), затеял заговор против императрицы Ирины, с целью возвести на престол одного из сыновей Константина V. Эти замыслы, однако, не увенчались успехом: заговор был раскрыт, а его участники ослеплены. Начиная с IX века, согласно тому же Феофану, балканские верзиты платили дань Болгарии. 
В IX же веке анонимный Баварский географ упоминает и других — центральноевропейских — верзитов (Vereziti). Они обитали на стыке современных Польши, Чехии и Германии, и владели 10-ю городами (Verizane ciuitates X). По мнению Баварского географа, Бауцен, Эрфурт, чешская Прага и польский Краков основаны были верзитами.